# Jaimito, el cartero
Jaimito, el cartero, cuyo nombre secular es Jaime Garabito, es un personaje de la serie de televisión El Chavo del Ocho. Fue interpretado por Raúl «Chato» Padilla. Hizo su primera aparición en 1979 junto a Doña Nieves, tras la ausencia de Quico y Don Ramón, convirtiéndose en un personaje permanente hasta el fin del programa en 1980 y durante su continuación en 1982 para numerosos episodios en el programa Chespirito  hasta su definitivo final en 1992. Su voz en la serie animada es caracterizada por Leonardo García y Héctor Miranda.

## Apariencia
Tiene cabello blanco, largo y descuidado, ya que se le ve con la gorra puesta. Tiene un bigote también blanco con el cual resalta sus muecas y gesticulaciones. Usa lentes pequeños y redondos, con un traje azul grisáceo de cartero, un bolso en el que lleva las cartas y un pañuelo en el cuello, con botas negras, un gorro negro y un cinturón. En un episodio de la versión animada se mostró con un pijama con sobres.

## Personalidad
Jaimito es el cartero de la vecindad. Es un viejito negligente, muy olvidadizo y tierno. Tiene una bicicleta que nunca monta, ya que no aprendió a usarla, porque en su pueblo natal Tangamandapio, Michoacán (el cual dice es más grande que la ciudad de Nueva York, y por eso, no aparece en los mapas), solamente andan a pie o en burro. La razón por la que Jaimito anda todo el día con la bicicleta es porque, para obtener el empleo como cartero, se le exigió saber usar bicicleta, por lo cual mintió. Según el Chavo, Jaimito es experto en las plantas y debió ser jardinero en vez de cartero, pero Jaimito dice que fue cartero toda su vida. A veces, recuerda su pueblo y sus tiempos. Es "Soltero de Nacimiento", razón por la que siempre recibe coqueteos por parte de Doña Clotilde y Doña Nieves, y siempre intenta salir de sus apuros. Jaimito no se casó porque "quiso evitar la fatiga". En "El Diario del Chavo del Ocho" este personaje fallece debido a "muerte natural".
En la serie independiente, (y en algunos sketches de Chespirito), antes de que Jaimito fuera un personaje principal tras la ausencia de Doña Nieves de la serie original del Chavo del 8, Jaimito era un hombre muy amable y cariñoso y no tenía el típico carácter grosero que suelen tener otros personajes, y quería mucho al Chavo como si fuera su "hijo", un ejemplo de su cariño hacia el Chavo, fue que en un sketch en el que Jaimito fue a comer en la fonda de Doña Florinda, este mismo presenciaba como todos (incluyendo el Profesor Jirafales), eran egoístas con el Chavo y lo trataban muy mal, y Jaimito escribió una carta en el que el Chavo vería a sus padres y que éstos estaban adinerados, nota que ven todos e hizo que empezaran a tratar muy bien al Chavo, y Jaimito confiesa que fue él quien escribió esa carta para que todos se den cuenta de lo mal que trataban al Chavo.

## Participación especial en la serie Chespirito
Al igual que los demás personajes de El Chavo del Ocho, Jaimito el Cartero ha participado en episodios de otros segmentos de Chespirito, especialmente de Los Caquitos, El Dr. Chapatín y El Chapulín Colorado.

## Homenaje póstumo
En el pueblo real de Tangamandapio, Michoacán, se fabricó una estatua de bronce de 1.70 m de altura del personaje con la leyenda "En memoria de Jaimito el Cartero. A quien el pueblo de Tangamandapio le rinde homenaje póstumo por haber dado a conocer a nuestro municipio a nivel internacional. H. Ayuntamiento 2012-2015". La figura fue develada el 25 de julio de 2012 y costó poco más de dos millones de pesos. No se hace ninguna mención del actor que le dio vida al personaje: Raúl «Chato» Padilla.

## Curiosidades
Jaimito nunca conoció a Don Ramón ni a Quico, debido a que Carlos Villagrán y Ramón Valdés dejaron el elenco de Chespirito, por lo tanto sería el reemplazo de Don Ramón en la mayoría de los episodios, pero interactúa con Don Ramón y Quico tanto en algunas viñetas de El diario del Chavo del 8, escrito por Roberto Gómez Bolaños, así como también en historietas brasileñas y en la serie animada.

## Frases más comunes
- Wikiquote alberga frases célebres de o sobre Jaimito, el cartero.

"Es que quiero evitar la fatiga."